# Vess Ossman
Sylvester Louis « Vess » Ossman (21 août 1868-7 décembre 1923) est un banjoiste à cinq cordes et un artiste populaire du début du XXe siècle, surnommé le « Roi du banjo ».

## Biographie
Sylvester Louis Ossman naît à Hudson, dans l'État de New York, et fait ses premiers enregistrements en 1893. Il devient l'un des musiciens les plus enregistrés de son époque, interprétant des marches, des cake-walks et des ragtimes. Il accompagne également des chanteurs populaires, tels Arthur Collins et Len Spencer .
Ossman épouse Eunice Smith, avec qui il a trois enfants, Vess Jr., Raymond et Annadele.
En 1894 paraît Darkie Tickle, le premier disque enregistré dans le style ragtime, ainsi que Yankee Doodle, un de ses plus grands succès, pour la North American Phonograph Company.
En 1900 et 1903, lorsque la réputation et la renommée d'Ossman se répandent sur la scène internationale, il effectue des tournées en Angleterre. Avec Audley Dudley et Roy Butin, il se produit dans l'Ossman-Dudley Trio. Il dirige son propre orchestre de danse, l'Ossman's Singing and Playing Orchestra, à Dayton (Ohio) et à Indianapolis (Indiana). La popularité croissante de son rival Fred Van Eps, à partir de 1910, fait que le nom d'Ossman apparaît moins souvent dans les catalogues des maisons de disques. Il cesse temporairement d'enregistrer en 1913, mais reprend à la fin de 1915. En avril 1917, il devient membre de Popular Talking Machine Artists, un groupe de musiciens indépendants qui se produit en tournée. Il le quitte au début des années 1920.
Le 14 décembre 1917, il réalise ses derniers enregistrements pour Columbia Records. Il continue de voyager avec son orchestre de danse, travaillant dans des hôtels du Midwest tout en vivant à Dayton avec sa famille. En 1923, il rejoint les maisons de vaudeville de B. F. Keith en tournée avec son fils, Vess Jr. Lors d'un show théâtral à Minneapolis, Ossman est victime d'une crise cardiaque. Il est amené à l'hôpital, mais revient rapidement au spectacle. Plus tard, à Fairmont, Minnesota, il a une autre crise cardiaque, cette fois fatale, après sa dernière performance sur scène. Il est enterré au cimetière Valhalla à Saint Louis, dans le Missouri.
Ossman joue dans ce qu'on appelle par la suite le style classique du banjo. Il joue sur des cordes en boyau en utilisant une technique de jeu sans plectre, avec les doigts (fingerstyle), similaire à celle des guitaristes classiques.
Ses enregistrements comptent St. Louis Tickle, Rusty Rags, Maple Leaf Rag, The Stars and Stripes Forever, Rag Time Medley, A Bit of Blarney, My Irish Molly O, A Gay Gosson, Yankee Girl, Bill Simmons et Karama. Ils incluent également des coon songs de l'époque du ragtime, tels A Coon Band Contest, The Darkies' Awakening et All Coons Look Alike to Me, d'Ernest Hogan, qui sont populaires à l'époque.

## Enregistrement notables
- 1893 : The Washington Post[1]
- 1894 : Yankee Doodle[8]
- 1896 : Rag Time Medley[9]
- 1898 : At the Georgia Camp Meeting[1]
- 1899 : The Honolulu Cake Walk[10]
- 1899 : Smoky Mokes [11]
- 1900 : A Coon Band Contest[1]
- 1906 : St. Louis Tickle (Ossman-Dudley trio)[12]
- 1907 : Chicken Chowder (Ossman-Dudley trio)[10]
- 1907 : Maple Leaf Rag[13]
- 1907 : The Smiler[10]

## Sources
- (en) Cet article est partiellement ou en totalité issu de l’article de Wikipédia en anglais intitulé « Vess Ossman » (voir la liste des auteurs).